# Valgma (Paide)
Valgma – wieś w Estonii, w prowincji Järva, w gminie Paide.